# Sobór św. Michała Archanioła w Uralsku
Sobór św. Michała Archanioła – prawosławny sobór w Uralsku, katedra eparchii uralskiej Metropolitalnego Okręgu Rosyjskiego Kościoła Prawosławnego w Republice Kazachstanu.

## Historia
Pierwszy prawosławny sobór na tym miejscu został wzniesiony na potrzeby Kozaków jaickich na początku XVIII w. Nieznani są autorzy projektu i budowniczowie obiektu. Cerkiew ta przetrwała do 1723, gdy uległa zniszczeniu wskutek pożaru. Dwa lata później została odbudowana. W 1740 Kozacy postanowili zastąpić drewnianą budowlę sakralną cerkwią murowaną. Prace budowlane rozpoczęto w roku następnym. Nową świątynię wzniesiono w stylu pskowsko-nowogrodzkim, a budowniczy soboru pochodził z Nowogrodu. Obok soboru zbudowano czterokondygnacyjną dzwonnicę. Gotową świątynię w 1751 poświęcił protopop Maksim Pawłow z błogosławieństwa biskupa kazańskiego Łukasza. Dzwonnica świątyni została zniszczona podczas buntu Pugaczowa. Główny budynek soboru, położony w obrębie kozackiej twierdzy, nie poniósł strat.
W XIX w. sobór św. Michała Archanioła stracił na znaczeniu, gdyż centrum rozwijającego się Uralska przeniosło się w kierunku północnym. Główną świątynią w mieście stał się nowy sobór św. Aleksandra Newskiego. Starą świątynią administrowała parafia jednowierców. Przed 1862 liczba jej członków była na tyle mała, że nabożeństwa w soborze odbywały się wyłącznie w dni świąteczne. Aby przyciągnąć wiernych, w latach 60. XIX w. w budynku założono ogrzewanie (piece), rozbudowano przedsionek i dostawiono dzwonnicę.
Po rewolucji październikowej sobór był na przemian zamykany i zwracany wiernym. Ostatecznie ok. 1931 został ostatecznie skonfiskowany Cerkwi i zamieniony na muzeum Pugaczowa, zaś w 1940 na muzeum religii i ateizmu. Trzy lata później świątynię ponownie przekazano wiernym, by odebrać ją powtórnie osiemnaście lat później. Do 1966 był nieużytkowany. Następnie urządzono w nim muzeum krajoznawcze, które funkcjonowało w tym miejscu do 1988. W tym też okresie wyremontowano kopuły i dach soboru. W 1989, na wniosek miejscowych wiernych, obiekt zwrócono Rosyjskiemu Kościołowi Prawosławnemu. Latem tego samego roku biskup ałmacki i kazachski Euzebiusz dokonał powtórnej konsekracji cerkwi. Dwa lata później, po erygowaniu eparchii uralskiej, sobór stał się katedrą nowo utworzonej administratury.
W końcu lat 90. XX wieku sobór został odremontowany, odrestaurowano ikonostas, wykonano nowe kioty dla ikon, odnowiono freski, pozłocono kopuły i zawieszono na dzwonnicy nowe dzwony. Uporządkowano również teren otaczający cerkiew.
Szczególną czcią otaczane są przez wiernych kopia Smoleńskiej Ikony Matki Bożej oraz ikona św. Michała Archanioła napisana prawdopodobnie na Athosie w 1899. Sobór posiada również relikwiarz z cząsteczkami relikwii św. Apostoła Andrzeja, św. Jerzego i św. biskupa Łukasza (Wojno-Jasienieckiego).